# Tatsuya Ai
Tatsuya Ai (阿井 達也 Ai Tatsuya?), född 17 april 1968 i Saitama prefektur, är en japansk före detta fotbollsspelare.
Ai började sin karriär 1991 i Nissan Motors (Yokohama Marinos). Med Nissan Motors/Yokohama Marinos vann han japanska cupen 1991 och 1992. Efter Yokohama Marinos spelade han för Otsuka Pharmaceutical, Denso och Ventforet Kofu. Han avslutade karriären 2000.